# 잭 헤밍웨이
존 해들리 니카노어 헤밍웨이(John Hadley Nicanor Hemingway, 1923년 10월 10일~2000년 12월 1일)는 캐나다와 미국의 플라이 낚시꾼, 보전운동가, 작가였다. 잭은 노벨상을 수상한 작가 어니스트 헤밍웨이의 장손이었다.

## 어린 시절
잭은 1923년 10월 10일 캐나다 온타리오주 토론토에서 미국 작가 어니스트 헤밍웨이와 그의 첫 번째 부인 해들리 리처드슨의 외아들로 태어났다. 이후 헤밍웨이와 폴린 파이퍼와의 결혼으로 이복동생인 패트릭과 글로리아를 두었다.
일생 동안 잭은 아버지의 강한 신체를 닮았다고 여겨진 반면 성격은 어머니의 차분한 기질을 더 닮았다고 평가받았다. 잭의 이름은 어머니의 이름인 ‘해들리’와 아버지가 평소 존경했던 스페인의 투우사 니카노르 비얄타 이 세레스(Nicanor Villalta y Serrés, es)의 이름에서 따온 것이었다. 거트루드 스타인과 앨리스 B. 토클라스는 그의 대부모였다. 어머니 해들리는 잭의 ‘토실토실한 테디베어와 같은 특성’을 보고 어릴 적 잭에게 범비(Bumby)라는 별명을 붙여주었다. 잭은 파리와 오스트리아 알프스에서 어린 시절을 보냈으며, 평생 동안 프랑스어를 사용하였다.

## 군 복무와 전쟁 이후
헤밍웨이는 몬태나 대학교와 다트머스 대학교에 재학하였으나 졸업은 하지 못하고, 1941년 진주만 공습 이후 미 육군에 입대하였다. 1944년 프랑스로 해외 파병된 잭은 흑인 특수부대를 지휘하는 군사 경찰로 근무하였으며, 이후에는 새로 결성된 정보 기관인 전략사무국(OSS)으로 자리를 옮겼다. 잭은 프랑스어가 가능한 육군 중위로서 레지스탕스와 함께 활동하였다. 대담한 성격을 가진 잭은 플라이 로드와 릴, 플라이를 챙긴 채 당시 점령된 프랑스로 낙하산으로 내려갔고, 첫 임무 후 낚시를 하다가 독일 순찰대에 거의 붙잡힐 뻔한 적도 있었다. 이후 알제에서 휴가를 보내던 잭은 아버지의 세 번째 부인인 마사 겔혼을 만나게 된다. 잭은 겔혼을 ‘가장 좋아하던 다른 어머니’라고 불렀는데, 당시 겔혼은 프랑스군의 전쟁 특파원으로 이탈리아로 향하던 중이었다.
1944년 10월 말 잭은 프랑스에서 부상을 입고 보주산맥 전선 뒤에서 독일군에게 체포되어 포로가 되었고 1945년 4월까지 모스부르크에 위치한 스탈락 VII-A 수용소에 포로로 수감되었다. 포로 생활을 하는 동안 체중은 70 lb (32 kg)가 줄어 210 lb (95 kg)에서 140 lb (64 kg)로 감소하였다. 석방 이후 잭은 파리로 향하여 1945년 5월 8일 샹젤리제 거리에서 군중들과 함께 유럽 전승 기념일을 축하하였다. 프랑스 정부에서는 잭에게 전시 공로로 크로아 드 게(Croix de guerre, 십자무공훈장)를 받았다.
종전 이후 잭은 제대 직전까지 독일 서베를린과 프라이부르크임브라이스가우, 미국 노스캐롤라이나주 포트 브래그(현 포트 리버티)에 잠시 주둔하였다. 제대 후 민간인으로 돌아온 잭은 증권 중개인으로 일한 후 낚시 용품 판매원으로 근무하였다. 1967년 은퇴한 잭은 아버지의 마지막으로 머물렀던 곳인 아이다호주 케첨으로 돌아와 살았다. 케첨에서 잭은 언어를 가르치고 플라이 낚시에 대한 열정을 추구했으며 동시에 두 권의 자서전을 집필하였다.

## 결혼
잭은 1949년 6월 25일 파리에서 바이라 루이즈 "퍽" 위틀지(Byra Louise "Puck" Whittlesey)와 결혼하였다. 이들의 결혼식에는 줄리아 차일드와 앨리스 B. 토클라스가 하객으로 참석하였다. 부부는 세 명의 자녀를 두었는데, 첫째 존 헤밍웨이(1950~), 둘째 마고 헤밍웨이(1954~1996), 셋째 매리얼 해들리 헤밍웨이(1961~)가 있다.
위틀지는 1988년 암으로 사망하였으며, 1989년 잭은 앤절라 홀비(Angela Holvey)와 재혼하였다. 둘은 2000년 잭이 사망하기 전까지 결혼 생활을 유지하였다.

### 성추행 혐의
1990년대 마고는 아버지가 어렸을 때 자신을 성추행하였다는 의혹을 제기하였고, 잭은 이 사실을 부인하였다. 마고는 1996년 42세 나이에 진정제의 일종인 페노바르비탈 과다 복용으로 사망하였고, 이는 이후 자살로 인정되었다. 매리얼은 2013년 TV 다큐멘터리 영화 《러닝 프롬 크레이지》에서 알코올 중독과 정신 질환, 자살로 인한 가족 일가의 고충에 대해 이야기하였다. 또한 매리얼은 잭이 어린 시절 두 언니들을 성적으로 학대하였다고 주장하며 마고의 성추행 주장을 뒷받침하였다.

## 취미 생활과 작가 활동
평생 동안 잭은 열렬한 플라이 낚시꾼이었다. 잭은 북미나 노르웨이 등지에 위치한 연어들이 사는 세계 최고의 강에서 낚시를 자주 즐겼다.
잭은 오랜 기간 아이다호주 케첨에 살았다. 잭은 1971년부터 1977년까지 아이다호 어류 사냥 위원회(Idaho Fish and Game Commission)의 위원직을 맡았다. 잭은 포획 후 방생 낚시법을 채택될 수 있도록 노력하는데 성공하였고, 아이다호의 송어 자원이 크게 증가하는 결실을 얻기도 하였다.
잭은 아버지의 네 번째 부인인 메리 웰시 헤밍웨이가 남편 사망 3년 후에 출간한 1920년대 파리에서의 삶을 담은 회고록 《움직이는 축제》(1964)의 출판을 앞두고 최종 편집에 참여하였다.
잭은 총 두 권의 자서전을 출간하였으며, 그 중 한 권은 사후인 2002년에 발간되었다.

## 사망과 유산
잭 헤밍웨이는 2000년 12월 1일 77세의 나이로 사망하였는데, 뉴욕에서 심장 수술 후 발생한 합병증이 원인이었다. 잭은 이전에 44세 무렵 심장마비를 겪은 경험이 있었다. 2001년 아이다호주 정부는 잭을 기리기 위해 매년 ‘잭 헤밍웨이 보존의 날’을 지정하였다. 잭은 케첨에 위치한 묘지에 아내 바이라와 딸 마고, 아버지 어니스트, 새어머니 메리, 이복동생 글로리아 옆에 함께 매장되어 있다.

## 저서
- Hemingway, Jack (1986). Misadventures of a Fly Fisherman: My Life With and Without Papa (영어). Dallas: Taylor Pub. Co. ISBN 0-8783-3379-7.
- Hemingway, Jack (2002). A Life Worth Living: The Adventures of a Passionate Sportsman (영어). Guilford, Connecticut: Lyons Press. ISBN 1-58574-325-9.

## 참고 문헌
- Oliver, Charles M. (1999). Ernest Hemingway A to Z: The Essential Reference to the Life and Work. New York: Checkmark Publishing. ISBN 0-8160-3467-2
- Workman, Brooke (1983). “Twenty-Nine Things I Know about Bumby Hemingway”. 《The English Journal》 72 (2): 24–26. doi:10.2307/816722. JSTOR 816722.